# David McKnight (Schauspieler)
David Lee McKnight (* 2. Juli 1936 in der Mound Bayou, Mississippi; † 23. Dezember 2023 in Las Vegas, Nevada) war ein US-amerikanischer Schauspieler mit einer 53 Jahre umfassenden Karriere.

## Leben
McKnight wurde als David Lee Mc Knight in Mound Bayou geboren. Die Familie zog nach Chicago als er vier Jahre alt war.
Er besuchte die Wendell Phillips Academy High School, an der er das Interesse für die Schauspielerei entdeckte, und das Wilson Junior College. Nach der Schulzeit diente er in der United States Army (SP4) und arbeitete später als Polizist.
Der Direktor für Filmstudien der Hampton Universität, Professor Rel Dowdell, erklärte zum Tode von McKnight, dass dieser „ein sehr fähiger und geschickter Charakterdarsteller [war], dessen Beiträge als herausragender afroamerikanischer Schauspieler während seiner gesamten Karriere ungenannt blieben, wie viele [Beiträge afroamerikanischer Schauspieler] seiner Zeit“.
McKnight, der Mitglied der NAACP-Sektion Hollywood/Beverly Hills war, verstarb nach den Angaben seiner Publizistin Cynthia Busby im Alter von 87 Jahren an Krebs. McKnight wurde auf dem Riverside National Cemetery in Riverside im US-Bundesstaat Kalifornien beigesetzt und von seinem Bruder James und einer Tochter überlebt.

## Karriere
Sein Debüt vor der Kamera hatte McKnight im Jahr 1970 in der ersten afroamerikanischen Seifenoper, Bird of the Iron Feather von Richard Durham, die auf dem Chicagoer Lokalsender WTTW ausgestrahlt wurde. Eine seiner ersten Rollen im Film hatte er 1972 in Bill McKay – Der Kandidat.
Seinen Durchbruch hatte er 1976 in dem in New Orleans angesiedelten Blaxploitation-Horrorfilm Rache aus dem Jenseits des Regisseurs Arthur Marks. In dem Film spielte McKnight den verstorbenen Stricher J.D., der den Körper eines College-Studenten in Besitz nimmt und anschließend den Mann jagt, der seine Schwester und ihn dreißig Jahre zuvor ermordete. Im selben Jahr war er an der Seite von Sam Elliott in Lifeguard zu sehen und 1978 in Michael Crichtons Coma.
McKnight, der auch ein guter Tänzer war, arbeitete regelmäßig mit dem Filmemacher Robert Townsend zusammen. In einem Interview aus dem Jahr 2018 sagte McKnight, „dass er Townsend zum ersten Mal traf […] als dieser zum ersten Mal einen Spielfilm drehte“: Hollywood Shuffle im Jahr 1987. McKnight führte fort, „dass er eigene Fotos von zu Hause mitbrachte, um den Friseurladen im Film zu dekorieren“, da dem Film nur ein geringes Budget zur Verfügung stand. McKnight spielte in Hollywood Shuffle Onkel Ray, einen Sänger, der als Friseur arbeitet und die Filmfigur Bobby Taylor ermutigt, dessen Traum zu verfolgen und Schauspieler zu werden. 1991 spielte McKnight Pastor Stone in Townsends Film The Five Heartbeats und 1995 verkörperte er Robert Petersons Vater in einer Folge der Sitcom The Parent ’Hood – ebenfalls aus der Feder von Robert Townsend.
Weitere Auftritte im Film hatte er 1989 in Tödliches Vergnügen, 1990 in Hart auf Sendung, 1991 in J.F. Lawtons Pizza Man, 1992 in Andrew Davis’ Alarmstufe: Rot, an der Seite von Steven Seagal, Tommy Lee Jones, Gary Busey und Erika Eleniak, und 2008 in Superhero Movie. Letzte Auftritte im Film hatte er 2016 in A Husband for Christimas an der Seite von Vivica A. Fox und 2020 in dem Fernsehfilm A Christmas for Mary.
McKnight hatte auch Rollen in zahlreichen Fernsehserien zwischen 1980 und 2006; in seinen letzten Jahren war er zwischen 2019 und 2023 in 27 Folgen als Benjamin Sanders in der für das Internet produzierten Webserie A House Divided zu sehen. Im deutschen Sprachraum wurde McKnight unter anderem von Uwe Büschken, Hans-Werner Bussinger, Kaspar Eichel, Andreas Grothusen, Klaus Kindler, Fred Klaus, Raimund Krone, Dieter Memel, Willi Röbke, Tilo Schmitz und Georg Tryphon synchronisiert.

## Filmografie (Auswahl)

### Film
- 1972: Bill McKay – Der Kandidat
- 1976: Lifeguard
- 1976: Rache aus dem Jenseits
- 1978: Coma
- 1978: The Transformer – Sein Hass war stärker als Gefängnismauern
- 1982: Dangerous Company (Fernsehfilm)
- 1987: Hollywood Shuffle
- 1989: Tödliches Vergnügen
- 1990: Hart auf Sendung
- 1991: Opfer der Liebe (Fernsehfilm)
- 1991: The Five Heartbeats
- 1991: Terror in Paradise
- 1991: Pizza Man
- 1992: Alarmstufe: Rot
- 1994: The Glass Shield
- 1995: Divas (Fernsehfilm)
- 1997: Sprung – Jetzt oder nie
- 1997: Mit vollem Einsatz (Fernsehfilm)
- 2008: Superhero Movie
- 2016: A Husband for Christmas (Fernsehfilm)
- 2017: Sharing Christmas (Fernsehfilm)
- 2020: A Christmas for Mary (Fernsehfilm)

### Fernsehserien
- 1980: Der unglaubliche Hulk
- 1982–1987: Polizeirevier Hill Street
- 1983: Der Denver-Clan
- 1983: Die Texas-Klinik
- 1983–1985: Benson
- 1985: CBS Storybreak (Kurzserie)
- 1987: Das Model und der Schnüffler
- 1987–1989: 227
- 1988: CBS Summer Playhouse
- 1988: Katts und Dog
- 1989: Webster
- 1989: CBS Schoolbreak Special
- 1989: Erben des Fluchs
- 1989: Krieg der Welten
- 1989: Hardball
- 1990: L.A. Law – Staranwälte, Tricks, Prozesse
- 1993–1994: Der Polizeichef
- 1994: Roc
- 1995: Der Klient
- 1995: The Parent ’Hood
- 1995: The Wayans Bros.
- 1997: Emergency Room – Die Notaufnahme
- 2003: Mister Sterling
- 2004: The District – Einsatz in Washington
- 2006: Boston Legal
- 2019–2023: A House Divided (Webserie)